# Baboua
Pour les articles homonymes, voir Baboua (homonymie).
Baboua est une ville de République centrafricaine située dans la préfecture de Nana-Mambéré dont elle constitue l'une des quatre sous-préfectures.

## Géographie
Baboua se trouve à 104 km à l'ouest de Bouar, à 51 km à l'est du poste frontière (Cameroun-République centrafricaine) de Béloko, sur la RN3, axe stratégique reliant Bangui au Cameroun, aussi appelé corridor Douala Bangui.
| Koundé        | Gaudrot      | Béa-Nana |
| Garoua-Boulaï | Baboua       | Fô       |
|               | Haute-Boumbé | Abba     |

## Histoire
Après l'accord franco-allemand du 4 février 1894 qui reconnaît à la France la ligne des postes établis d'Ouesso à Koundé, Baboua fait partie de la colonie française du Congo français. En 1907, le poste de Baboua est créé, il remplace Koundé comme chef-lieu de Subdivision. Le territoire est ensuite cédé au Kamerun allemand, comme partie de la région du Neukamerun par le traité du 4 novembre 1911. Au début de la Première Guerre mondiale, en 1914, il est repris par la France, et revient à la colonie du Moyen-Congo. La subdivision de Baboua est créée en 1922. C'est le 30 juin 1934, que la localité intègre au territoire de l’Oubangui-Chari. La réforme administrative du 4 janvier 1935 supprime la Subdivision de Baboua. Le 16 octobre 1946, le District de Baboua est créé dans la circonscription de Ouham-Pendé.
Le 23 janvier 1961, la République centrafricaine indépendante instaure Baboua en sous-préfecture de la préfecture de Bouar-Baboua. Le chef-lieu de la préfecture est Bouar.

## Administration

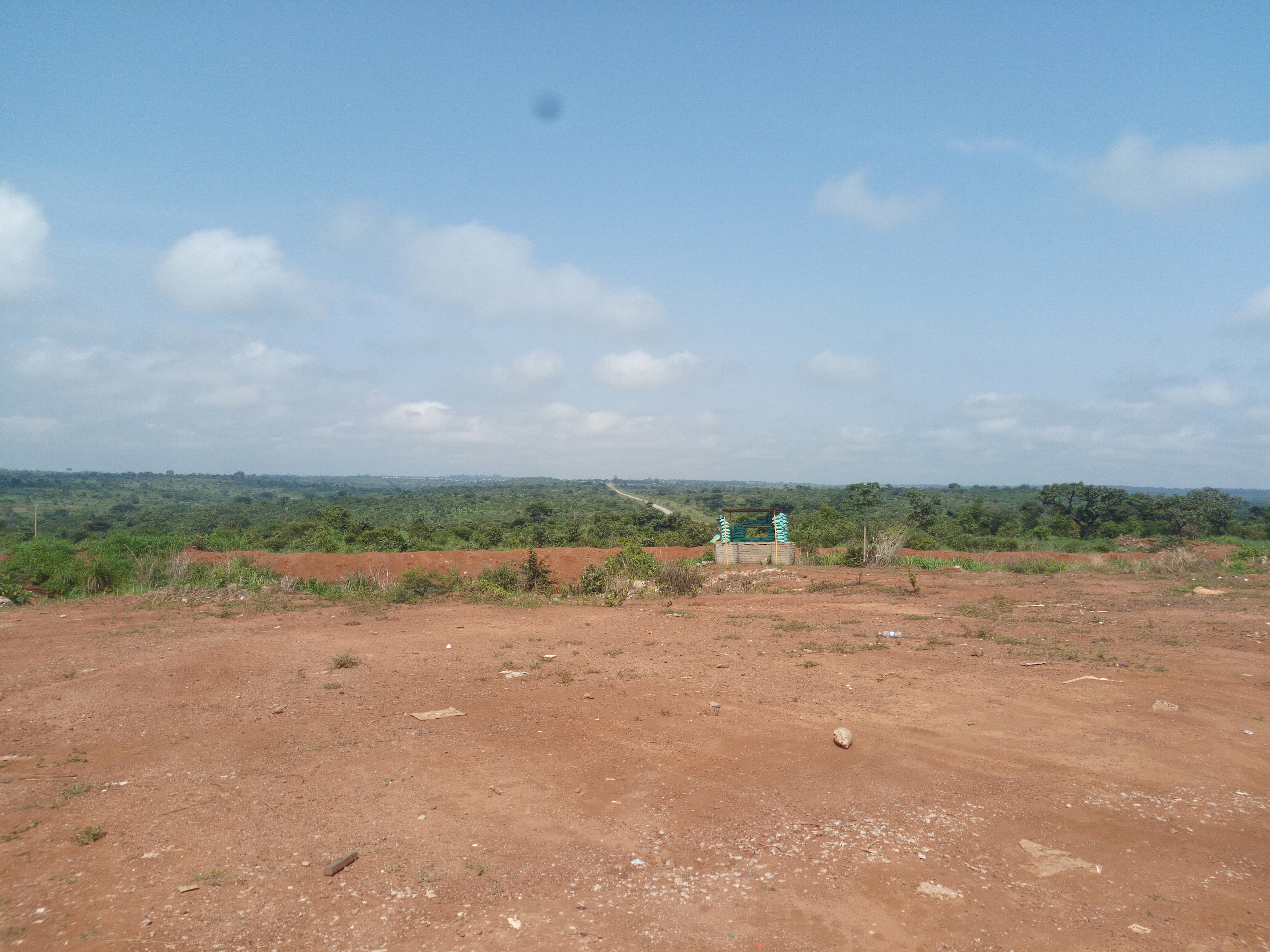
Beloko (poste de surveillance)

La sous-préfecture de Baboua est constituée des 5 communes de Baboua, Gaudrot, Bingué, Koundé et Fô.
La commune frontalière de Baboua s'étend suivant un axe Nord-Sud à l'ouest de la frontière Cameroun-République centrafricaine. Elle est constituée des 21 quartiers de la ville de Baboua et de 63 villages en zone rurale. La plupart des villages sont situés sur l'axe Bouar-Garoua-Boulaï route nationale RN3 et d'autre part vers le nord sur l'axe Baboua-Besson, vers le sud suivant l'axe Baboua - Nguia-Bouar.
Les principaux villages de la commune sont Cantonnier, Béloko, Kpokia 1, Zoukombo et Yagbé sur l'axe Bouar-Garoua-Boulaï, et suivant l'axe Nord-Sud : Nguénzé, Paré 1, Béra-Boyéré, Bondiba, Nguia-Bouar.

## Quartiers
La commune compte 21 quartiers en zone urbaine recensés en 2003 : Begbagou, Begbangamo, Beguiro, Benakobe, Benangbede, Bessoumanguele 1, Bezeme, Boforo 1, Boforo 2, Bokom, Bowan, Boyamgbara, Fondo, Gaza, Joli-Soir, Nguemandji, Noubewina, Saboangari, Samarie, Tigbakoua, Yalewane.

## Villages
La commune compte 63 villages en zone rurale recensés en 2003 : Abba Gbouka, Abbo Bolaye, Bagari, Baro, Belamo, Béloko, Beraboyere, Bondiba, Bouloum, Daite, Deba, Doforo, Dokesse, Dole 1, Dole 2, Dole 3, Dombia, Dongbaike, Doualaelevage, Foro, Gbaguete, Gbang, Gounte, Guiwa, Kombolimite Kpetene, Kpetene, Kpetenefrontiere, Kpokia 1, Kpokia 2, Lokoti-Yalewen, Mbassanguia, Mboumbe Nguia, Ndiba-Boassa, Ndiba-Haoussa, Ndongoli, Ngaingue, Nguenze 1, Nguia Bouar, Noubewina, Noutonwena, Omte, Pare 2, Pare 1, Peouri Gbaya, Peouri Haoussa, Pk5, Sabale, Sabongari, Sangani, Sodea, Sombolo, Tikera, Yagbe, Yaigoe-Bobinga, Yerima Bola, Yongmon Dere, Yonkoro, Zalingo, Zalingo-Lokoti, Zaorodoua, Zembe, Zoukombo.

## Société
La localité est le siège de la paroisse catholique Sainte-Thérèse de l’Enfant Jésus de Baboua fondée en 1959, elle dépend du diocèse de Bouar.

## Éducation
La commune compte d'une part 7 écoles publiques : sous-préfectorale centre 1, sous-préfectorale centre 2 à Baboua, à Béloko, à Nzingué, à Nguia-Bouar, à Béra-Boyéré et Ndiba; d'autre part 3 écoles privées à Ndongake, Bagari et Bondiba.
L'enseignement secondaire est assuré par le lycée de Baboua.

## Santé
La commune située dans la zone sanitaire de Baboua-Abba dispose d'un centre de santé amélioré : Baboua A; 3 centres de santé : Baboua B, Béa et Nguiabouar; deux postes de santé à Bondiba et Ndiba-Boassa.

## Économie
La commune est traversée par la route nationale RN 3 reliant la frontière camerounaise, Garoua-Boulaï à Bossembélé sur la route nationale RN 1.

## Représentation politique
La sous-préfecture de Baboua est constituée de deux circonscriptions électorales législatives en 2016.
| Date d'élection | Identité          | Parti | notes               |
| --------------- | ----------------- | ----- | ------------------- |
| 1993            | Abel Koleya       | MLPC  |                     |
| 1998            | Charles Massi     | FODEM |                     |
| 2005            | Charles Massi     | FODEM |                     |
| 2011            | Laurent Ngon Baba | PAD   |                     |
| 2016            | Laurent Ngon Baba | PAD   | 1re circonscription |
| 2016            | Luc Ninga         | MLPC  | 2e circonscription  |